# 三溪镇 (旌德县)
三溪镇，中国安徽省宣城市旌德县下辖的一个镇。位于该县西北部，拥有该县最大的一个盆地。面积70.01平方公里，人口1.36万。三溪镇地处旌德县西北部，是旌德的北大门，离黄山风景区仅75公里，辖6个行政村，99个村民组。镇政府驻三溪街，人口42492人，面积148.3平方千米。辖1个居委会、14个村委会：三溪口、龙泉、上余、柏树、冠塘、军林、姜福、高桥、藏河、丫吉、横山、立中、八湘、竹林、黄冲。
三溪在太平天国战争以前就是著名的千户大村，是一“水旱码头”，著名的明清古石桥（现仍作为公路桥使用）和三溪老街保存至今。
三溪镇地理位置优越，交通便利，境内205国道、省道三仙公路穿镇而过。东连蔡家桥镇，南接孙村乡，西邻兴隆乡，北与泾县榔桥镇毗邻。境内自然生态环境优美，森林覆盖率达40%以上。现有耕地面积17472亩，其中水田16375亩，旱地1097亩，林业面积32569亩；水域面积5436亩，镇区面积1平方公里，是一个典型的农业乡镇。三溪镇是旌德县的脐橙主产区之一，现有脐橙果园1.2万亩，年产脐橙1500万公斤。镇内四季常青，环境优美，特别是每年四、五月间，花果园树，景色怡人，游人既可赏花，又可品赏、采购新鲜脐橙或者在花季四溢的脐橙树下泡一杯茶，看一看报纸，再吃一吃具有三溪特色的农家饭，使身心得到放松，精神更加愉快，实在是一个旅游、休闲的好地方。目前，三溪镇正在筹划万亩生态旅游观光脐橙园的建设。

## 行政区划
三溪镇下辖以下村级行政区划单位
三溪社区、路西村、霍家桥村、双河村、古城村和建强村。